# Список таміломовних країн та регіонів
Наступний список суверенних держав і територій де тамільська — офіційна мова.

## Суверенні держави

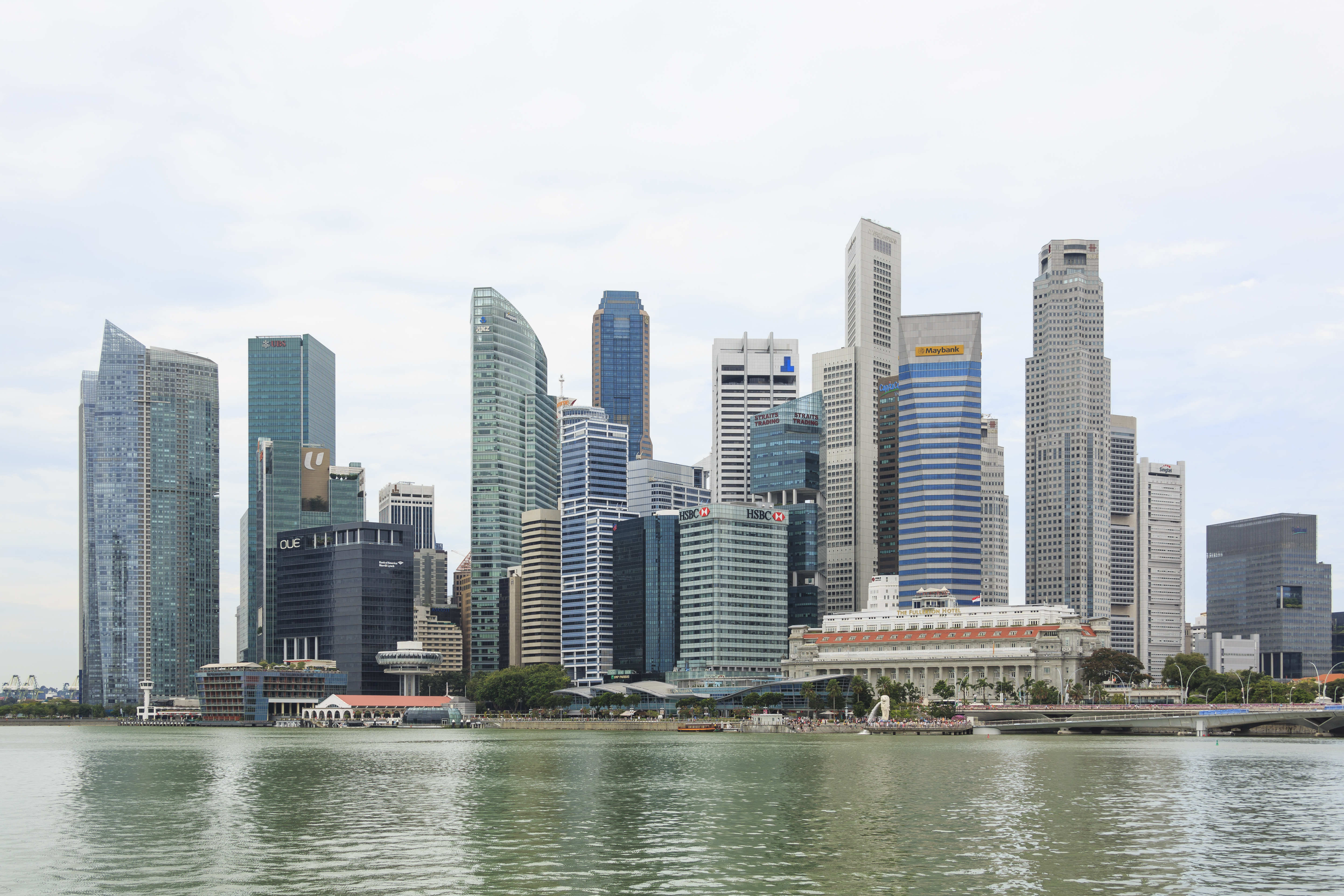
Краєвид на Сінгапур в 2015 році

| Країна    | Регіон | Населення1 | Статус            |
| --------- | ------ | ---------- | ----------------- |
| Сінгапур  | Азія   | 688,591    | Суверенна Держава |
| Шрі-Ланка | Азія   | 5,007,003  | Суверенна Держава |

## Залежні території
| Регіон                            | Країна | Населення | Статус          |
| --------------------------------- | ------ | --------- | --------------- |
| Андаманські і Нікобарські острови | Індія  | 379944    | Території Індії |
| Пудучеррі                         | Індія  | 1244464   | Території Індії |
| Тамілнаду                         | Індія  | 72138958  | Штат Індії      |